# 지도향교
지도향교(智島鄕校)는 대한민국 전라남도 신안군 지도읍에 있는 향교이다. 1984년 2월 29일 전라남도의 문화재자료 제111호로 지정되었다.

## 개요
향교는 공자와 여러 성현께 제사를 지내고 지방민의 교육과 교화를 위해 나라에서 세운 교육기관이다.
지도향교는 조선 후기 행정 개편으로 건양 원년(1896) 지도군을 새로 설치하면서 1군 1향교 원칙에 따라 지은 향교이다. 이후 1947∼1948년 명륜당을 다시 지었고, 1966년 대성전 수리, 1968년 명륜당을 수리하여 지금과 같은 규모를 갖추고 있다.
봉정산의 완만한 경사지를 2단으로 하여 앞쪽에 교육 공간을 두고, 뒤쪽에 제사 공간을 두는 전학후묘(前學後廟)의 배치를 이루고 있다.
대성전은 앞면 5칸·옆면 3칸 규모로, 안쪽에는 공자를 비롯하여 중국과 우리나라 성현의 위패를 모시고 있다. 학생들이 모여 공부하는 강당인 명륜당은 앞면 4칸·옆면 2칸 반으로, 지붕은 옆면에서 볼 때 여덟 팔(八)자 모양인 팔작지붕이다. 그 외 건물로는 양사재와 내삼문, 외문 등이 있다.
조선시대에는 나라에서 토지와 노비·책 등을 지원받아 학생을 가르쳤으나, 지금은 교육 기능은 없어지고 제사 기능만 남아 있다.

## 참고 자료
- 지도향교 - 국가유산청 국가유산포털